# Душинково
Душинково е село в Южна България. То се намира в община Джебел, област Кърджали.

## География
Село Душинково се намира в планински район, на около 10 км от град Джебел..

## История
Преди 1989 година в селото има училище, киносалон, библиотека и детска градина. След изселванията започнали през 1989 година населението на селото драстично намалява. Всички тези образователни заведения година след година започват да се закриват като функционира само детската градина.

## Население
Преброяване на населението през 2011 г.
Численост и дял на етническите групи според преброяването на населението през 2011 г.:
|                     | Численост | Дял (в %) |
| Общо                | 104       | 100,00    |
| Българи             | 0         | 0,00      |
| Турци               | 78        | 75        |
| Цигани              | 0         | 0,00      |
| Други               | 0         | 0,00      |
| Не се самоопределят | 0         | 0,00      |
| Неотговорили        | 25        | 24,03     |

## Редовни събития
В селото всяка година се провежда празникът Яран Байрам.